# 洛东水库
洛东水库，位于中国广西壮族自治区宜州市，是龙江中下游的一座大（2）型水库，1970年动工兴建，1971年蓄水发电，1974年竣工。水库面积4.8平方千米，总库容1.85亿立方米。主河大坝为混凝土重力坝，坝高47米，坝长176.6米。水库具有日调节功能，以发电为主。电站装机容量40兆瓦，年发电量2.36亿千瓦时。